# Acalypha hernandiifolia
Acalypha hernandiifolia é uma espécie de flor do gênero Acalypha, pertencente à família Euphorbiaceae.